# Gentleman Usher of the Black Rod
Gentleman Usher of the Black Rod oder Lady Usher of the Black Rod, allgemein einfach als Black Rod bezeichnet, ist (formell) ein Amt des Hosenbandordens. Bekannt ist es wegen der Rolle, die seinem Amtsträger im britischen Parlament zukommt. In Anlehnung daran besetzen auch eine Anzahl von Parlamenten weiterer Commonwealth-Staaten diese Funktion. Auf Deutsch kann der Titel in etwa mit „Pförtner des schwarzen Stabes“ übersetzt werden.
Im House of Lords (Oberhaus) vertritt der Black Rod den britischen Monarchen. Der Name des Titels wird von seinem Symbol der Autorität abgeleitet, einem Stab aus Ebenholz mit einem goldenen Löwen. Sein Gegenstück im House of Commons (Unterhaus) ist der Sergeant-at-Arms. Die in der Öffentlichkeit bekannteste Aufgabe des Black Rod ist seine zentrale Rolle bei der feierlichen Parlamentseröffnung.
In England wurde das Amt im Jahr 1350 durch einen königlichen Erlass geschaffen, der heute verwendete Name entstand allerdings erst 1522. Andere Commonwealth-Staaten folgten diesem Beispiel, als sie das Westminster-Parlamentssystem übernahmen. Der vom Monarchen ernannte Black Rod vollzieht eine Reihe von offiziellen Handlungen: Er ist der persönliche Vertreter des Monarchen im House of Lords, Sekretär des Lord Great Chamberlain sowie Platzanweiser und Pförtner bei Versammlungen des Hosenbandordens.
Bei jeder Sitzung der Lords müssen der Black Rod oder sein Stellvertreter, der Yeoman Usher, anwesend sein. Sie haben die Aufgabe, jeden Lord (oder Senator) zu verhaften, der gegen die Hausordnung des Parlaments verstößt, wie z. B. Geringschätzung und Störung des Parlamentsbetriebs oder ungebührliches Verhalten. In Großbritannien ist er auch ein Vertreter der Kommission, die für die Sicherheit und den Unterhalt des Palace of Westminster zuständig ist.
Im November 2017 wurde Sarah Clarke zur ersten Lady Usher of the Black Rod seit Bestehen des Amtes ernannt. Sie trat es am 13. Februar 2018 an.

## Liste der Amtsinhaber
- 1361–1387: Walter Whitehorse
- 1387–1399: John Cray
- 1399–1410: Thomas Sy
- 1410–1413: John Sheffield
- 1413–1415: John Athelbrigg
- 1415–1418: William Hargroave
- 1418–1423: John Clifford
- 1423–1428: John Carsons
- 1428–1459: William Pope
- 1438–1459: Robert Manfield
- 1459–1461: John Penycok
- 1461–1471: vakant
- 1471–1485: William Evington
- 1483–1485: Edward Hardgill
- 1485–1489: Robert Marleton
- 1489–1513: Ralph Assheton
- 1495–1511: Hugh Denys
- 1513–1526: Sir William Compton
- 1526–1536: Henry Norreys
- 1536–1543: Anthony Knyvett
- 1543–1554: Sir Philip Hoby
- 1554–1565: John Norreys
- 1554–1591: Sir William Norreys
- 1591–1593: Anthony Wingfield
- 1593–1598: Simon Bowyer
- 1598–1620: Richard Coningsby
- 1605–1620: George Pollard
- 1620–1646: James Maxwell
- 1642–1649[3]: Alexander Thayne (vom Parlament anerkannt)
- 1645–1661: Peter Newton (von Royalisten anerkannt)
- 1671–1675: Sir John Ayton
- 1675–1683: Sir Edward Carteret
- 1683–1694: Sir Thomas Duppa
- 1694–1698: Sir Fleetwood Sheppard
- 1698–1710: Sir David Mitchell
- 1710–1718: Sir William Oldes
- 1718–1727: Sir William Sanderson, 1. Baronet
- 1727–1747: Sir Charles Dalton
- 1747–1760: Sir Henry Bellenden
- 1760–1765: Sir Septimus Robinson
- 1765–1812: Sir Francis Molyneux, 7. Baronet
- 1812–1832: Sir Thomas Tyrwhitt
- 1832–1877: Sir Augustus Clifford, 1. Baronet
- 1877–1883: Sir William Knollys
- 1883–1895: Sir James Drummond
- 1895–1901: Sir Michael Biddulph
- 1904–1919: Sir Henry Stephenson
- 1920–1941: Sir William Pulteney
- 1941–1944: Sir William Mitchell
- 1945–1949: Sir Geoffrey Blake
- 1949–1963: Sir Brian Horrocks
- 1963–1970: Sir George Mills
- 1970–1978: Sir Frank Twiss
- 1978–1985: Sir David House
- 1985–1992: Sir John Gingell
- 1992–1995: Sir Richard Thomas
- 2001–2009: Sir Michael Willcocks
- 2009–2011: Sir Freddie Viggers
- 2011–2018: David Leakey
- 2018–2025: Sarah Clarke
- seit 2025: Ed Davis[4]